# NGC 1988
NGC 1988 is een ster nabij de relatief heldere ster ζ Tauri in het sterrenbeeld Stier. Het hemelobject werd op 19 oktober 1855 onderzocht door de Franse astronoom Jean Chacornac die een vorm van nevelachtigheid in de onmiddellijke nabijheid van deze ster dacht te zien. Aldus werd deze nevelachtige ster opgenomen in de New General Catalogue alszijnde object nummer 1988.